# (5928) Pindarus
(5928) Pindarus ist ein Asteroid des Hauptgürtels, der am 19. September 1973 vom niederländischen Astronomenehepaar Cornelis Johannes van Houten und Ingrid van Houten-Groeneveld im Rahmen des Palomar-Leiden-Survey am Palomar-Observatorium (IAU-Code 675) auf dem Gipfel des 1706 Meter hohen Palomar Mountain etwa 80 Kilometer nordöstlich von San Diego in Kalifornien entdeckt wurde, bei dem von Tom Gehrels mit dem 120-cm-Oschin-Schmidt-Teleskop des Palomar-Observatoriums aufgenommene Feldplatten an der Universität Leiden durchmustert wurden.
Der Asteroid wurde nach dem griechischen Dichter Pindar (* 522 oder 518 v. Chr., † nach 446 v. Chr.) benannt, der zum Kanon der neun Lyriker zum Kanon der neun Lyriker zählt und von dessen Werk allein die Epinikia vollständig erhalten sind.